# Hipparion
L'ippario (gen. Hipparion) è un equide estinto, i cui resti fossili sono noti in Nordamerica, Europa, Asia e Africa in terreni che vanno dal Miocene medio al Pleistocene medio.

## Un cavallo di grande successo
Lo straordinario successo evolutivo di questo cavallo è testimoniato dall'estrema abbondanza di resti fossili ascritti al genere e dalla vasta copertura spazio-temporale in cui sono stati rinvenuti gli scheletri. L'ippario, in effetti, era uno degli erbivori più diffusi del suo tempo. Alto in media 1,4 metri al garrese, l'ippario assomigliava molto a un cavallo attuale, ma come i suoi antenati Mesohippus e Merychippus possedeva ancora tre dita, di cui quello centrale era di gran lunga il più sviluppato. In sostanza, si tratta di un ramo collaterale di enorme successo nella lunga storia evolutiva degli equidi, estintosi però senza lasciare discendenti.

## Diversificazione di forme
I denti dell'ippario possiedono disegni di smalto complessi e notevolmente pieghettati, una caratteristica piuttosto evoluta. Il cranio presenta fossette preorbitali variamente sviluppate a seconda delle specie, e si conoscono alcune forme dotate di ossa nasali particolarmente arretrate, tali da far pensare alla presenza di una corta proboscide. Queste forme sono state accolte da alcuni in un genere a sé stante, Proboscidipparion, caratteristico dell'Asia di fine Pliocene – inizio Pleistocene. Alcuni paleontologi, in effetti, propongono di suddividere le moltissime specie note di ippario in più generi distinti, ma la sistematica di questo gruppo è tutt'altro che chiara.

## Migrazioni tra continenti
L'ippario riveste un considerevole interesse cronologico in quanto, circa 11 milioni di anni fa, migrò attraverso l'istmo di Bering e andò a colonizzare l'Eurasia e l'Africa con una rapidità eccezionale, favorito dai nuovi ambienti di prateria che andavano soppiantando le grandi foreste. L'arrivo di questi animali nel Vecchio Mondo ha segnato una tappa fondamentale nella storia delle paleofaune, ed è possibile che a questa grande ondata nel Miocene medio ne siano seguite altre. L'India, già isolata dalle catene montuose, fu raggiunta dagli Hipparion più tardi, circa 9,5 milioni di anni fa. Il declino degli Hipparion e dei generi simili avvenne nel corso del Pliocene, quando i cavalli monodattili più evoluti, come Dinohippus ed Equus, fecero la loro comparsa e soppiantarono i cavalli tridattili.